# マインクラフト/ザ・ムービー
『マインクラフト／ザ・ムービー』（英: A Minecraft Movie）は、Mojang Studiosから2011年に発売されたビデオゲーム『Minecraft』を原作とした2025年のアメリカ合衆国の冒険コメディ映画。監督はジャレッド・ヘス、脚本はクリス・ボウマンとハベル・パーマー。出演は、ジェイソン・モモア、ジャック・ブラック、ダニエル・ブルックス、エマ・マイヤーズ、セバスチャン・ハンセン、ジェニファー・クーリッジ。物語は、4人のはみだし者たちがポータルで立方体の世界に引き込まれ、「クラフトの達人」スティーブの助けを借りて現実世界への帰還を目指す冒険を描く。
Minecraftの映画化計画は2014年、ゲーム生みの親マルクス・ペルソン（Notch）がワーナー・ブラザースと開発協議中であると明かしたことから始まった。以降、監督やプロデューサー、脚本案がたびたび変更されながら製作が進行。2022年にはレジェンダリー・エンターテインメントが参加し、ヘスとモモア主演が決定した。キャスティングは2023年5月から2024年1月まで行われた。ニュージーランドで2024年1月末からプリンシパル撮影が始まり、同年4月に終了。音楽はマーク・マザースボー、ソニー・ピクチャーズ・イメージワークス、Wētā FX、デジタル・ドメインが視覚効果を担当した。
マインクラフト/ザ・ムービーは2025年3月30日にロンドンのエンパイア・レスター・スクエアでワールドプレミア上映され、4月4日に全世界劇場公開。批評家の評価は賛否が分かれたが、1億5000万ドルの製作費で全世界9億5400万ドルを記録し大ヒット。2025年世界興行収入第2位およびゲーム原作映画歴代2位となった。続編も開発中である。

## 背景
『Minecraft』は、Mojang Studiosが2011年に開発したビデオゲームであり、本作はそれを基にしたものである。『Minecraft』の映画化の計画は、2014年2月に発表され、クリエイターのマルクス・ペルソン（Notch）は、Mojangがワーナー・ブラザース・ピクチャーズとプロジェクトの開発について話し合っており、ロイ・リーとジル・メシックが監督を務めていることを明らかにした。
当初、映画製作者のショーン・レヴィ、ロブ・マケルヘニー、ピーター・ソレットが監督に雇われ、脚本家のキーラン・マローニーとミシェル・マロニー、ジェイソン・フックス、アーロン・ニーとアダム・ニー、アリソン・シュローダーが参加していた。
2022年4月、本作にレジェンダリー・エンターテインメントが関与し、ジャレッド・ヘスが新監督に、ジェイソン・モモアが主演の交渉中であることが発表された。追加のキャスティングは、2023年5月から2024年1月にかけて行われた。主要撮影は、同月後半にニュージーランドで始まり、2024年4月中旬に終了した。本作の映像とタイトルを明らかにした公式予告編予告は、2024年9月4日に公開された。そして2025年4月4日にアメリカ合衆国で劇場公開された。

## ストーリー
鉱山で採掘することが子供のころからの夢だった売れないドアノブのセールスマン・スティーブは、ある日一念発起して鉱山に入り、不思議なキューブとアースクリスタルを見つける。その二つを組み合わせると、謎のポータルが出現する。そこを抜けた先には、すべてが四角でできた世界「オーバーワールド」が広がっていた。スティーブはオーバーワールドに惹かれ、建築し、旅していくが、その途中で「ネザー」と呼ばれる地獄のような世界へのポータルをも開いてしまう。ネザーは金に執着するピグリンが多数暮らしており、スティーブはその支配者であるマルゴシャに捕らえられてしまう。オーブの力でオーバーワールドを支配しようとするマルゴシャに対抗するため、スティーブは愛犬デニスにオーブとクリスタルを託し、デニスはそれを現実世界のベッドの下に隠す。
それからしばらくして、現実世界のアイダホ州チャグラス。1980年代にビデオゲーム界で旋風を巻き起こした、今となっては経営難のビデオゲーム店を営むギャレット・“ザ・ガーベッジ・マン”・ギャリソンは、倉庫オークションでアタリ・コスモスを落札したものの、中身はなく、かわりにスティーブのものだったキューブとアースクリスタルが入っており、それを手にしてしまう。
一方で、ナタリーとヘンリーの姉弟は、母の死をきっかけかにチャグラスへやってくる。そこで移動式動物園兼不動産業者のドーンと出会う。ヘンリーの転校初日、ジェットパックの実験に失敗してしまい、ナタリーの勤務先のポテトチップ工場に損害を与えてしまう。ひょんなことから出会ったギャレットに叔父のふりをしてもらい退学を免れた後、ギャレットの店でオーブとクリスタルを組み合わせた二人は、導かれるようにスティーブの鉱山へと向かう。ヘンリーを心配するナタリーもまたドーンと共に鉱山へと向かい、四人が集まったところでポータルに吸い込まれ、「オーバーワールド」へと到達する。これを察知したマルゴシャは、デニスを人質にしてスティーブを脅し、オーブを取り返すよう差し向ける。
オーバーワールドの夜、ゾンビやスケルトンといったモンスターに襲われたヘンリーたちは、世界を構成する四角いブロックの仕組みに気づき、要塞を建築してモンスターたちと対峙する。この戦いでアースクリスタルが破壊されてしまうが、彼らはオーブを追って現れたスティーブによって、窮地を脱する。元の世界に帰るには森の洋館にある代わりのクリスタルが必要だと告げるスティーブを案内役に迎え、一行は村人たちが暮らす村へと向かう。スティーブからクラフトを教わるヘンリーだったが、そこにピグリンが襲来、スティーブ、ギャレット、ヘンリーは間一髪で村を離れ、ナタリーとドーンもまた彼らと森の洋館で落ち合うべく村を離れる。その途中、ドーンはスティーブの愛犬デニスと邂逅する。
エリトラでピグリンたちから逃れたヘンリー一行は、ギャレットの独断でスティーブの隠しダイヤモンドを求めて山岳地帯へ向かう。ダイヤにつられたギャレットの行動に対し怒りをぶつけるヘンリーだったが、そこにマルゴシャが放ったグレートホグが襲来。クリーパー牧場をトロッコで駆け抜けながら、一行は森の洋館に到着する。スティーブとギャレットが囮になっているうちにヘンリーがアースクリスタルを確保すると、大勢のヴィンディケーターたちから逃走。しかしマルゴシャが現れオーブを強奪すると屋敷へ続く橋を落とし始める。ギャレットが一人命がけで足止めとして残り、爆発の中に消えていくと、スティーブとヘンリーは無事に脱出する。やがて二人はドーンとナタリーが作ったキノコの家で目を覚ます。
マルゴシャがオーブを使ってネザーポータルを強化し、太陽を覆い隠すと、オーバーワールドに宣戦布告する。ヘンリーは持ち前のクラフト技術でアイアンゴーレム軍団を作り、ピグリンとの全面対決が始まる。ヘンリーはエンダーパールを駆使しつつ、ポータルから落下する窮地に陥るも生き残って戻ってきたギャレットにより救われてクリスタルを奪取、スティーブもダイヤ装備でマルゴシャと対決して見事勝利を収める。太陽が再び上り、ピグリン軍団はゾンビ化して敗北する。
無事現実世界へ戻る手段を得た一行とデニスはポータルを通ってチャグラスへと帰還し、悩んだ末にスティーブも現実に戻ることを決断する。ギャレットはビデオゲーム「ブロックシティ・バトルバディーズ」を開発して大ヒット、ドーンはデニスと共に動物園を開園、ナタリーは護身術を教え始め、そしてヘンリーは無事にジェットパックを完成させる。スティーブは相棒となったギャレットと共にゲームストアを発展させるのであった。

## 登場キャラクター

### 現実の世界の登場人物

#### メイン
スティーブ
演 - ジャック・ブラック、日本語吹替 - 山寺宏一
鉱山を愛する元ドアノブ売りの男。ギャレット達より先にオーバーワールドに足を踏み入れ、何年も暮らしてきた。
ギャレット・“ザ・ガーベッジ・マン”・ギャリソン
演 - ジェイソン・モモア、日本語吹替 - 安元洋貴
ビデオゲーム店の店主。1989年にアーケードゲームの大会に優勝したという輝かしい過去を忘れられない。
ヘンリー
演 - セバスチャン・ハンセン、日本語吹替 - 村瀬歩
ナタリーの弟。独創的で優れた発想力を持っている。
ナタリー
演 - エマ・マイヤーズ、日本語吹替 - 生見愛瑠
ヘンリーの姉。過保護だが護身術に長ける。
ドーン
演 - ダニエル・ブルックス、日本語吹替 - 斉藤貴美子
移動式動物園を経営する不動産業者。

#### 学校関係者
ヘンリーが転校した学校の関係者。
マーリーン
演 - ジェニファー・クーリッジ、日本語吹替 - 安達忍
学校の副校長。
ガンチー
演 - ハイラム・ガルシア、日本語吹替 - 佐藤せつじ
美術教師。
トレバー
演 - トミー・ブロードモア、日本語吹替 - ぺいんと（日常組）
学校の生徒。
トレバーの友達
演 - フランキー・クレイ＝レスリー、日本語吹替 - しにがみ（日常組）
学校の生徒。
秘書
演 - アレックス・ツヌイ、日本語吹替 - のあ（カラフルピーチ）
マーリーンの秘書。
学校の生徒
日本語吹替 - おんりー（ドズル社）、おらふくん（ドズル社）、クロノア（日常組）、トラゾー（日常組）
学校の生徒。

#### レストラン
マーリーンとニットウィットがデートするレストランで登場。
ウェイター
演 - イェンス・バーゲンステン（カメオ出演）、日本語吹替 - SEIKIN
レストランのウェイター。
ウェイトレス
演 - バタナイ・マシンガイゼ、日本語吹替 - えと（カラフルピーチ）
レストランのウェイトレス。

#### オークション関係者
ダリル
演 - ジェマイン・クレメント、日本語吹替 - 森久保祥太郎
オークショニア。
オークションの出席者
演 - DanTDM、Aphmau、Mumbo Jumbo、LDShadowLady（カメオ出演）

#### その他
ビデオゲーム解説者
日本語吹替 - 立木文彦
ギャレットがアーケードゲームの大会に優勝したことを報じる。
老鉱員
演 - クレイグ・マッキニー、日本語吹替 - 辻親八
スティーブが勝手に入った鉱山の鉱員。
男重役
演 - ジョン・スマイス、日本語吹替 - ぼんじゅうる（ドズル社）
ナタリーが勤務する菓子企業の重役。
アレックス
声 - ケイト・マッキノン、日本語吹替 - 坂本真綾

### 異世界の登場キャラクター

#### オーバーワールドの登場キャラクター
ニットウィット
声 - マット・ベリー、日本語吹替 - HIKAKIN
職に就いていない村人。異世界から現実世界に足を踏み入れマーリーンと恋に落ちることとなる。やがて現実世界の言葉も覚える。
デニス
スティーブが飼っているオオカミ。
ヒツジ
日本語吹替 - ドズル（ドズル社）
ギャレットたちがオーバーワールドで最初に出会う赤毛のヒツジ。
クリーパー、ゾンビ、スケルトン
オーバーワールドが夜になると現れるモンスター。
チキンジョッキー
ニワトリに乗った子供ゾンビ。
エンダーマン
目を合わせると襲い掛かるモンスター。

#### ネザーの登場キャラクター
ピグリン
ネザーに住むブタのモンスター。本作のメインの敵。本作オリジナルの容姿や能力のピグリンも登場する。
マルゴシャ
声 - レイチェル・ハウス、日本語吹替 - 朴璐美
ネザーを支配するピグリン。
チャンガス
声 - ジャレッド・ヘス、日本語吹替 - 狩野英孝
マルゴシャが率いるピグリンの軍隊の将軍。チャラい性格をしている。
ブルース
声 - ジェマイン・クレメント、日本語吹替 - おおはらMEN（ドズル社）
マルゴシャの父。

ガスト
ネザーにいる空を飛ぶ謎のモンスター。

## 制作

### 発達
2012年、Mojang Studiosは、Minecraftのテレビ番組を制作したいというハリウッドのプロデューサーから提案を受けたが、Mojangは「適切なアイデアが浮かんだとき」のみ、そのようなプロジェクトに取り組むと述べた。
2年後の2014年2月、Kickstarterでファンフィルムのクラウドファンディングを行おうとしたが、マルクス・ペルソンが映画製作者にライセンスの使用を許可しなかったため、中止された。その理由として、KickstarterがMojangとの合意の前に立ち上げられたことが挙げられる。
同月、ぺルソンは、Mojangがワーナー・ブラザース・ピクチャーズと交渉中で、ロイ・リーとジル・メシックがプロデュースする映画を製作することを明かした。2014年10月、MojangのCOOであるVu Buiは、この映画は「製作の初期段階」であり、制作に「多額の予算」がかかり、2018年まで公開されない可能性があると述べた。同月、ワーナー・ブラザースはショーン・レヴィを映画監督に採用したが、12月には、共同で映画を製作していたレヴィと脚本家のキーラン・マローニーとミシェル・マロニーがプロジェクトから離れたことが確認された。
2015年7月、ワーナー・ブラザースがロブ・マケルヘニーを監督に起用したことが発表された。マケルヘニーによると、彼はゲームのオープンワールドの性質から映画に惹かれ、ワーナー・ブラザースは当初このアイデアに同意し、彼に1億5000万ドルの予備予算を提供していた。
2016年、映画の初期製作が開始され、同年6月に2019年5月24日の公開日が決定した。10月にジェイソン・フックスが脚本を執筆することになり、11月にはスティーヴ・カレルが名前が不明のキャラクターの声優として主演することになった。マケルヘニーの映画は「徐々に計画倒れとなり」、2018年8月、彼は日程の都合により、本作の監督から降板した。Aaron and Adam Neeが脚本の書き直しを依頼され、その結果映画の公開は延期された。その時点では新しい監督は発表されていなかった。
2019年1月、ピーター・ソレットが映画の脚本・監督を務めることが発表された。同作は、マケルヘニー版とは全く異なるストーリーとなっている。2018年に亡くなったメシックは、死後もプロデューサーとしてクレジットされる。2019年4月の時点で、ワーナー・ブラザースは新作を2022年3月4日に劇場公開する予定だった。
2019年6月、アリソン・シュローダーが脚本家として採用され、ピーター・ソレットと共同で脚本を書いた。2020年10月、新型コロナウイルス感染症のパンデミックにより、ワーナー・ブラザースは公開スケジュールを調整し、本作を公開予定日から削除した。
ピーター・ソレットは、代わりに『目指せメタルロード』の監督となり、本作は2022年4月にNetflixで独占配信された。また同月、Minecraftの映画の製作は、ソレットとシュローダー以外で進められ、現在はジャレッド・ヘスが監督を務め、ジェイソン・モモアが主演の初期交渉に入っていると発表された。本作は実写であることも確認されている。
また、2016年の映画『Masterminds』でヘスと協力したクリス・ボウマンとハッベル・パーマーが脚本を書き直すと報じられた。2023年4月初旬、映画は2025年4月4日に公開されると報じられた。ヘスは、スタジオから映画のピッチになるよう招待された。ヘスは「ストーリーのないものを作り替える」という仕事を楽しんでおり、その仕事はオープンサンドボックスゲームのようであり、「楽しくてばかばかしい映画」を作る機会を見つけることを望んでいた。

### キャスティング
2023年5月、マット・ベリーが出演交渉に入った。同月後半には、ダニエル・ブルックスとセバスチャン・ユージン・ハンセンがそれぞれドーン役とヘンリー役として出演に加わった。12月初旬には、エマ・マイヤーズも出演に加わった。2024年1月初旬、ジャック・ブラックがスティーブ役に配役され、公式Instagramアカウントで映画への出演を予告した。また、ジェニファー・クーリッジとケイト・マッキノン、ジェマイン・クレメントも未発表の役で出演する。

### 撮影
2023年6月19日、映画の主要撮影がニュージーランドで8月7日に開始されると報じられたが、2023年のSAG-AFTRAのストライキのため、7月に撮影が延期された。2023年11月初旬のストライキ終了後、撮影は2024年初頭の開始を目指していると報じられた。ダニエル・ブルックスとセバスチャン・ユージン・ハンセンがキャストに加わり、撮影は2023年12月下旬に開始される予定となった。
撮影は、2024年1月中旬までにオークランドで始まり、4月中旬に終了した。グラント・メイジャーがプロダクションデザイナーを務め、エンリケ・シャディアックが撮影監督を務めた。2024年9月、本作に出演予定のYouTuberのValkyraeは「非常に感情的なシーン」を撮影した後、ジェイソン・モモアが制作スタッフを虐待したと非難した。

### ポストプロダクション
本作の視覚効果は、ソニー・ピクチャーズ・イメージワークスが担当し、ダン・レモンがVFXスーパーバイザーを務めた。また、ジェームズ・トーマスが編集者を務めた。

## 音楽
マーク・マザースボーが本作のスコアを手掛け、ゲイブ・ヒルファーとカリン・ラクトマンがミュージック・スーパーバイザーを務めた。マザースボーは、C418によるゲーム音楽への「オマージュ」を盛り込み、キャラクターの「魅力」とアクションが調和しつつ、「深みと感情的な共鳴」を持つスコアを目指したと語っている。
Minecraftのサウンドトラックからは、C418によるタイトル曲がオープニング・クレジット中に流れ、「Dragon Fish」はパンダの登場シーンで使用された。また、レナ・レインの「Pigstep」は「ネザーズ・ゴット・タレント」シーンで流れる。
本作にはブラックが歌うオリジナル楽曲も複数収録されており、「I Feel Alive」などがある。この曲はブラックが作詞作曲を手がけ、ドラムはフー・ファイターズのデイヴ・グロール、ギターはクイーンズ・オブ・ザ・ストーン・エイジのトロイ・ヴァン・リーウェン、キーボードはジェリーフィッシュのロジャー・ジョセフ・マニング・ジュニア、リズムギターとベースはマーク・ロンソンが担当。ブルックスもバックボーカルで参加している。この曲は映画公開前の2025年3月20日にシングルとしてリリースされた。
マザースボーによるスコアと、ベニー、デイグロー、ダーティ・ハニーによる新曲も含むサウンドトラックは、3月28日にデジタル配信された。また、デペッシュ・モードの「Just Can't Get Enough」がJamieson Shaw演奏によるインストゥルメンタルで使用されている。
作中の楽曲「Steve's Lava Chicken（溶岩チキン）」は映画公開後にネット上でバイラルとなり、各国のチャートにランクインした。この曲は全英シングルチャート史上最も短い楽曲としてトップ40入りし、アメリカでもBillboard Hot 100入りを果たした。

## マーケティング
2024年9月4日、最初の予告編が公開された。予告編にはビートルズ「マジカル・ミステリー・ツアー」が使用された。予告編に対する観客の反応は「賛否両論」、または「概ね否定的」とされ、映画のCGI、キャラクターデザイン、実写の特質に対する批判を巻き起こした。
ザ・ヴァージは「不安をかき立てる映像」の他に「馬鹿げた家族の楽しみのように見える」と述べた。TechRadarは「驚くほど美しいのか、悪夢のようなものなのか」判断できなかったと述べた。反対に、Minecraftの原作者であるマルクス・ペルソンは、X（旧Twitter）で予告編を賞賛し「OK、参加するよ。わあ、これは奇妙な感覚だ」と述べた。ピンク色の羊の鳴き声や白いラマ、スティーブ役のジャック・ブラックが「I...am Steve（俺は...スティーブだ）」と言うシーンなど、予告編の切り抜き動画や画像は、嘲笑の対象となり、インターネット・ミームとなった。
第2弾予告編はMGMTの「Time to Pretend」に合わせ、11月19日に公開されると、多くの観客からより肯定的な反応を得た。最終予告編は2月27日に公開され、さらに3月27日に最終ティザーがリリースされた。
公開数日前には、未完成のワークプリント版（未完成のVFX・CGI、クレジット未挿入、大量のクロマキー残像などあり）が各種海賊版サイトに流出し、X（旧Twitter）などSNSでも拡散された。

## 公開

### 劇場公開
本作は、2025年3月30日にイギリス・ロンドンのレスター・スクエアで公式プレミア上映が行われた。アメリカ合衆国ではワーナー・ブラザース・ピクチャーズによって2025年4月4日にIMAXで劇場公開された。映画公開に合わせて、Mojangはさまざまなブランドとコラボレーションし、キャラクターのアクションフィギュアや、トゥルーモーの「クリーパーグリーン」バニラミルク、マクドナルドによる特別なハッピーセットなど、映画のプロモーション商品を展開した。これらの商品の中でも、ジャック・ブラックのアクションフィギュアの「不気味」な見た目など、奇抜な商品が話題となり、一部で批判も集めた。一方で、マクドナルドのプロモーションで登場した「ネザーフレームソース」ホットディップソースは、その辛さとチキンマックナゲットとの相性の良さが高く評価された。
公開後、海外では一部のシーンで歓声を上げるあまりポップコーンを激しく投げ散らかす、上半身を裸にしながら叫びまわる、鶏を持ち込む、花火を使うといった迷惑行為によって上映が中止され、警察に連行される騒動があったため、劇場によっては警告を上映前に流したり、ジャック・ブラック本人が直接伺い、観客に注意を促すなどのケースもあった。

### ホームメディア
本作は、2025年5月13日にデジタル配信で配信開始され、6月24日にUltra HD Blu-ray、Blu-ray、DVDで発売された。

## 評価

### 興行収入
2025年6月15日現在、本作はアメリカ合衆国とカナダで4億2400万ドル、その他の地域で5億3000万ドルを記録し、全世界で9億5400万ドルの興行収入となっている。
アメリカ合衆国とカナダでは、本作は『Hell of a Summer』と同時公開され、公開初週末には4263館で6500万から7000万ドルを記録すると予測され、一部の推定では8000万ドルに達するとされていた。木曜夜のプレミア上映では推定1060万ドルを記録し、ファイブ・ナイツ・アット・フレディーズの1030万ドルを上回り、ゲーム原作映画で最高の記録となった。これにより週末の予測は8000万から1億ドルに引き上げられた。初日は（プレミア上映を含めて）5800万ドルを記録し、予測はさらに1億3500万から1億5000万ドルに修正された。最終的に、国内でのデビュー週末は1億6280万ドル、全世界では3億1300万ドルを記録した。この結果、『ザ・スーパーマリオブラザーズ・ムービー』（同じくブラックが出演）の国内最高ゲーム原作映画オープニング週末記録を上回った。
映画はワーナー・ブラザース作品として、ハリー・ポッターと死の秘宝 PART2とバットマン vs スーパーマン ジャスティスの誕生に次ぐ、同社で歴代3番目のオープニング週末興行収入を記録した。また、タイタンの戦いを上回り、ワーナー・ブラザースとして最高の4月オープニング週末となった。また、キャプテン・アメリカ:ブレイブ・ニュー・ワールドを上回り、2025年当時最大のオープニング週末興行収入も達成した。さらに本作は4月オープニング週末として歴代3位となり、アベンジャーズ/エンドゲーム、アベンジャーズ/インフィニティ・ウォーに次ぐ記録であり、レジェンダリー・ピクチャーズ作品としてはジュラシック・ワールドに次いで2番目の記録となった。全体では、ライオン・キング、インクレディブル・ファミリー、美女と野獣に次ぐ、PG指定映画として歴代4位のオープニング成績となった。本作はまた、監督のジャレッド・ヘス（ナチョ・リブレを上回る）、ダニエル・ブルックス（アングリーバードを上回る）、ジェニファー・クーリッジ（アメリカン・パイ2を上回る）にとっても、初週末最高記録となった。
2週目の週末には本作は7850万ドルの興行収入を挙げた。公開から最初の7日間で、2025年において初の国内2億ドル突破映画となり、市場最大の興行収入を記録し、キャプテン・アメリカ:ブレイブ・ニュー・ワールドに代わってその座を獲得した。また、ソニック×シャドウ TOKYO MISSIONを抜き、ゲーム原作映画として歴代2位の興行収入となった。
3週目には4050万ドルを稼いだが、シナーズに抜かれ2位となり、サプライズの出来事として注目された。

### 批評家の反応
On the review aggregator website Rotten Tomatoes, 48% of 182 critics' reviews are positive. The website's consensus reads, "表向きには創造性を称える映画であるマインクラフト/ザ・ムービーは、ジャック・ブラックとジェイソン・モモアが愉快に駆け回るためのカラフルなサンドボックスを提供するが、その物語は不思議とありきたりな構成要素でできている。" Template:Metacritic film prose  
本作に対する観客の反応は批評家よりも好意的だった。CinemaScoreによるアンケートではA+からFまでの評価で平均「B+」が付けられ、PostTrakの調査では67％が「絶対におすすめする」と答えた。12歳未満の子どもは平均5つ星中5つを、親は平均4.5つを付けた。
批評家たちは本作の物語や、本作がゲームの忠実な映画化になっているか、また原作を知らない観客にとって意味が分かる作品かどうかという点で意見が分かれた。『The Hollywood Reporter』のLovia Gyarkyeと『IGN』のJesse Hassengerは共にストーリーが分かりにくいと指摘した。GyarkyeはMinecraftのファン層を喜ばせることと一般観客にも分かりやすい物語にすることのバランスに苦しんでいると感じ、Hassengerは「概念的に曖昧」「混乱するほど支離滅裂」と述べた。『Associated Press』のMark Kennedyは、原作を知らない観客には意味が分からない可能性が高いとしつつも、忠実な映画化だと評価した。ただし、物語展開のためにゲームには出てこない設定や要素が登場する点にも触れている。一方でConsequenceのLiz Shannon Millerは、ゲーム未経験者でも十分に理解できる筋書きだとした。ファンサービスについては肯定的に捉える批評家もおり、特にTechnobladeへのオマージュが強調された。
キャストの演技、特にブラックとモモアは称賛され、多くの批評家が彼らが物語の欠点を補っていると見なした。Millerや『Entertainment Weekly』のJordan Hoffmanは、ストーリーよりキャストのパフォーマンスが本作の主軸であり、映画は単に楽しさを追求したものだと述べた。一方で、俳優たちの演技力とは裏腹にキャラクターが十分に掘り下げられていないとする声もあった。またクーリッジ演じるキャラクターと村人の恋愛を描くサブプロットについては、物語全体への必要性には議論が残る一方、一定の評価もなされた。
一部の批評家は本作の目的や価値に疑問を呈し、単なるMinecraftの宣伝を目的とした商品に過ぎないと見る声もあった。『The Times』のケヴィン・マハーと『Rolling Stone』のデイヴィッド・フィアーは、この映画を企業による金儲け主義と例え、ブランドの宣伝以外に何の価値も持たない存在だと評した。マハーはさらに、本作には他のゲーム原作映画に見られる多様性がないと考え、フィアーは映画を意図的に混乱させて人々の記憶に残るようにし、その結果グッズ購入を促す狙いがあると指摘した。
一方『The Independent』のクラリス・ロウグレイは、実写版のMinecraftという発想自体が本質的に破綻しており原作の精神を損なっているとしつつも、映画には「本物の意図」が感じられ、利益だけを目的とした他の映画化作品とは異なると評価した。

### チキンジョッキーのTikTokトレンド

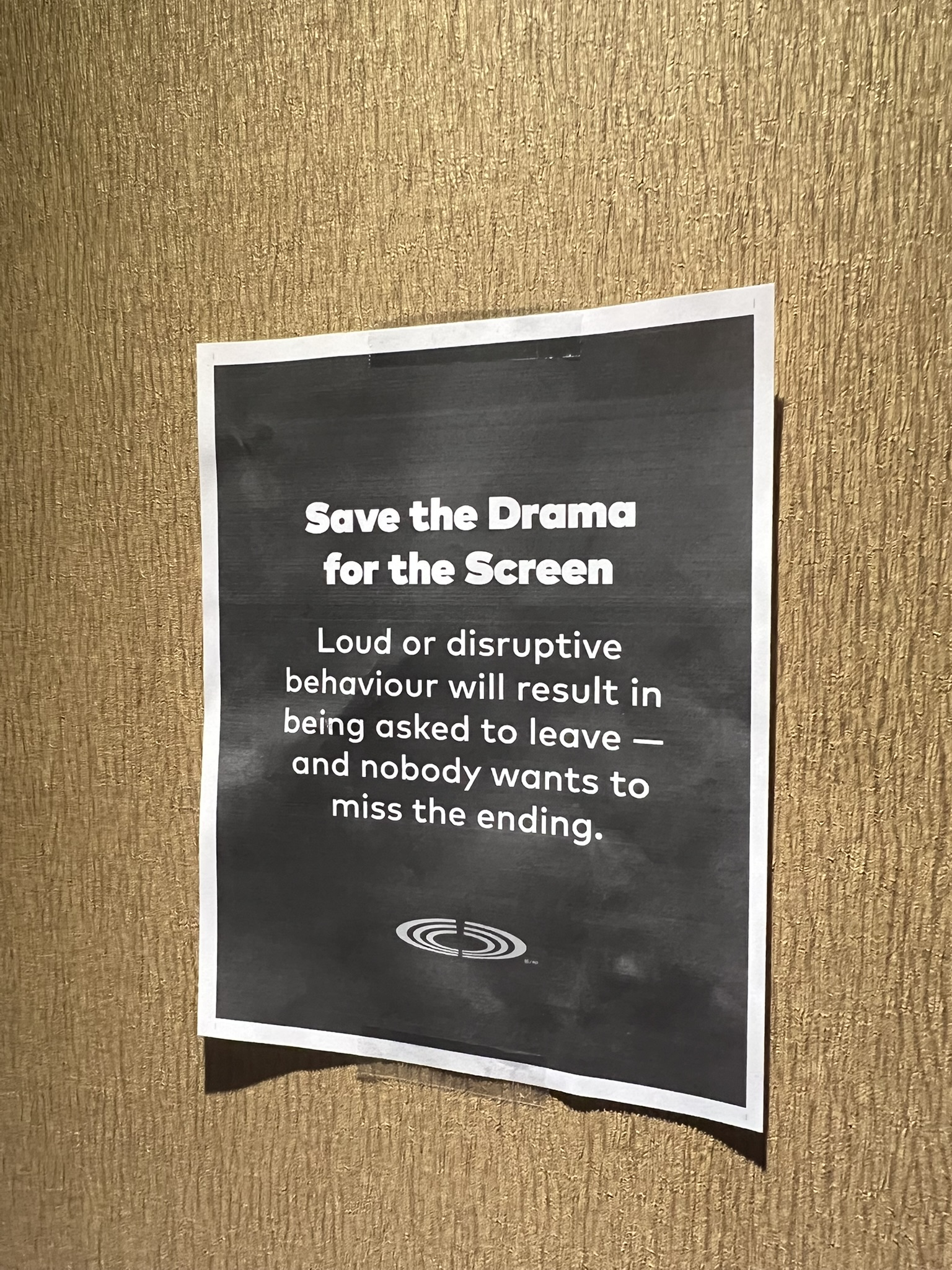
2025年4月、マインクラフト/ザ・ムービーの上映期間中、騒動のきっかけとなったチキンジョッキーのトレンドを受け、迷惑行為は退場処分の対象となると警告するCineplex劇場の掲示

本作は特にアメリカやイギリスの少年層の観客を中心に、熱狂的なリアクションや騒動を巻き起こした。TikTokやその他SNSで拡散されたバイラルなインターネット現象として、劇場内では映画中のインターネット・ミームになったシーン、とくにブラックが「チキンジョッキー！」と叫ぶ場面で、歓声を上げたり、飛び跳ねたり、踊ったり、ポップコーンを投げるなどの行為が流行した。ほかにも「フリント＆スティール」「俺は…スティーブだ」といった台詞へのリアクションも見られたが、チキンジョッキーの盛り上がりには及ばなかった。
ある劇場では、観客がセリフの後に生きたニワトリを持ち上げる様子がバイラル動画として拡散され、ユタ州プロボでは即座に退場となる騒ぎも起きた。また別の劇場では、観客が消火器やスモークボムを使用してほかの観客が息苦しくなる騒動が発生した。さらには劇場外の駐車場で、静かにするよう注意した大人と言い争いになり暴力沙汰に発展したケースもあった。
このトレンドはオーストラリアや南アフリカにも波及している。
この現象に対する反応は賛否が分かれている。一部の観客はこうした迷惑行為を「不快で周囲の邪魔」と批判し、複数の映画館チェーンも迷惑行為禁止の警告を掲示した。また秩序回復や加害者の退場のため警察が呼ばれるケースも報告されており、従業員が実際に怪我をした例もあったが刑事事件にはならなかった。
ヘスはこれらの騒ぎの一部について「無害で愉快なもの」と擁護し、「スティーブが自分に起こることをすべて極端な大げささで実況したら面白いだろうと思って、ブラックと一緒にこのシーンを考えた」と説明した。ブラックは上映回にサプライズで登場し、「ポップコーンは投げないで」とファンに注意もした。
『The Observer』に寄稿したケイト・モルトビーは、観客が一線を越えており、後片付けをしなければならない清掃員への配慮が欠けていると問題視した。
多くの識者は、このトレンドが独自の文化的現象へと発展していること、特に映画館での体験の没入感や一体感が強調されたと指摘している。心理学者のレイチェル・コワートは、「伝統的な劇場では静かにするのが一般的ですが、異なるファン文化にはそれぞれ独自の楽しみ方があることを認識することが重要です」とコメントし、「今回のMinecraftの映画を巡るエネルギーは、体験を共有することに熱心な、深く没入したファンダムの表れです」と述べている。また、こうした騒動はむしろ無作法ではなく若者文化の一端であり、コンサートやスポーツ観戦に近いものだとする見方もある。
ワーナー・ブラザースは2025年5月2日に「Block Party Edition」を公開し、ファンが映画内のバイラルな場面でシングアロングやミーム再現で盛り上がることを推奨した。
イギリスでは、Cineworldのシネマチェーンが「Chicken jockey上映」と称したイベントを開催し、コスプレや歓声なども奨励された。この試みはVultureのニコラス・クワーにも「独創的な取り組み」と評された。
この現象は、『ロッキー・ホラー・ショー』（1975年）や『ザ・ルーム』（2003年）の参加型上映に例えられることもあった。また、2022年の『ミニオンズ フィーバー』公開時に10代の少年たちが派手な行動をとって話題になった「ジェントルミニオンズ」TikTokトレンドとも比較された。こうした現象は映画の興行的大成功の要因の一つとも分析されている。

## 続編
映画公開から数日後には、続編に関する協議が始まった。ヘスは続編制作に強い関心を示し、無限のMOD、キャラクター、バイオームといった世界観の広がりから、Minecraftは事実上無限の物語を描けると語っている。また、映画のために用意しながら使えなかったアイデアが多数存在し、それらは続編で活かされる可能性が高いとも述べている。
2025年4月11日には、続編が初期開発段階にあると報じられた。メイキングインタビューの終わりには、VFXスーパーバイザーのシェルドン・ストップサックとアニメーションスーパーバイザーのケヴィン・エスティが続編を「Another Minecraft Movie」と呼ぶ場面も見られた。